# 兒玉神社 (藤澤市)
35°18′02.2″N 139°28′51.9″E / 35.300611°N 139.481083°E
兒玉神社是位於日本神奈川縣藤澤市江之島，供奉於日俄戰爭中活躍的明治時代軍人兒玉源太郎的神社。該神社的社殿為臺灣阿里山檜木，鳥居與一對狛犬則是用臺灣觀音石製成，此外該神社的「兒玉神社」紅底金字匾額是中華民國前總統李登輝所揮毫，於2006年7月23日兒玉總督逝世100週年大祭時揭幕使用
在神奈川縣廳網頁「宗教法人名簿（藤澤市）」裡，記載包括團體名「神社神道系單立」，認証年月日是昭和28年（1953年）8月20日。

## 沿革
該神社創建於大正7年（1918年），在此之前於明治42年（1909年）時有報導說在今東京都墨田區向島的杉山茂丸邸内，桂太郎、佐久間左馬太、寺内正毅、後藤新平有要發起營造「兒玉神社」。
而根據蔡承豪的<日本江之島發現臺灣歷史—概介兒玉神社>一文介紹，該神社的興建，與諸多日本、臺灣等地有力人士的捐贈有甚深的關聯，方能有現今的規模。

## 境内
- 一之鳥居 - 石造，臺灣的婦人會（日语：婦人会）所奉獻。
- 爾靈山高地之石塊・棗萩松碑 - 昭和10年（1935年）1月1日 横須賀鎮守府寄贈。爾靈山高地即是日俄戰爭中發生激戰之203高地，「爾靈山」三字是將「203」換成漢字而來。上有乃木希典所作的漢詩。該碑原本在湘南遊歩道路（今日本國道134號）開通時，立於建在今江之島電鐵停車中心所在地的乃木希典銅像旁邊，後於平成13年（2001年）移到兒玉神社。
- 後藤新平之詩碑 - 後藤新平曾受臺灣總督兒玉源太郎拔擢而就任民政長官。其上所刻的是「森嚴羽衛老將軍。功烈眞兼武與文。造次不離忠孝旨。于花于月又思君。」。
- 山縣有朋歌碑 - 刻有兒玉源太郎的上司山縣有朋所作的歌「越えはまた里やあらむと頼みてし 杖さへ折れぬ老いの坂道」的歌碑。
- 狛犬 - 昭和5年（1930年）臺灣總督石塚英藏所贈，雄犬咬著貫穿一枚銅錢的錦巾，雌犬則帶著小孩，口中有能轉動的石球，其底座上刻有「石材產地 臺灣臺北州觀音山」等字[4]。
- 神樂殿正面匾額 - 平成18年（2006年）7月23日，兒玉總督逝世100週年大祭上正式使用，由前中華民國總統李登輝所揮毫[1]。

## 外部連結
- 児玉神社（公式サイト） - 神奈川県藤沢市江ノ島鎮座
- 江の島にある児玉神社ってどんなところ？ （页面存档备份，存于）